# Przypadki nastolatki
Przypadki nastolatki (ang. How to Be Indie, 2009–2011) – kanadyjski serial komediowy nadawany przez kanadyjską stację YTV od 2 października 2009 roku. W Polsce emitowany jest od 10 kwietnia 2010 roku na kanale ZigZap / teleTOON+.

## Opis fabuły
Główna bohaterka to trzynastoletnia Indira "Indie" Mehta, nastolatka pochodząca z Indii. Przeprowadzając się do Stanów Zjednoczonych, musi poradzić sobie z wieloma problemami.

## Obsada
- Melinda Shankar jako Indira "Indie" Mehta
- Marline Yan jako Abigail "Abby" Flores
- Dylan Everett jako Marlon Parks
- Sarena Parmar jako Chandra Mehta
- Varun Saranga jako A.J. Mehta
- Ellora Patnaik jako Jyoti Mehta
- Vijay Mehta jako Vikram Mehta.
- Errol Sitahal jako Prakash Mehta
- Shainu Bala jako Ram Ramachandran
- Nikki Shah jako Ruby Patel.
- Atticus Mitchell jako Carlos Martinelli
- Jordan Hudyma jako Chad Tash
- Ted Ludzik jako Coach Wexler

## Wersja polska
Wersja polska: na zlecenie teleTOON+ – Studio Publishing

Udział wzięli:
- Małgorzata Szymańska – Indira "Indie" Mehta
- Tomasz Kozłowicz – Vikram Mehta, tata Indiry
- Joanna Jeżewska – Jyoti Mehta, mama Indiry
- Rafał Fudalej – A.J. Mehta
- Maciej Dybowski – Marlon Parks
- Justyna Bojczuk – Abigail "Abi" Flores
- Jacek Wolszczak – Leo
- Robert Tondera – woźny
- Grzegorz Kwiecień – 
  - Ram Ramachandran,
  - nauczyciel (odc. 45),
  - Raj (odc. 49),
  - Wilfred (odc. 52)
- Ewa Serwa – panna Roland
- Agnieszka Mrozińska – Chandra Mehta
- Mirosław Wieprzewski – Babaji
- Mateusz Lewandowski – 
  - Dexter,
  - John Lu (odc. 48, 50)
- Janusz Wituch – 
  - nauczyciel Flamenco (odc. 44),
  - pan Caruthers (odc. 46)
- Bożena Furczyk – 
  - pani Flores,
  - uczennica (odc. 46),
  - Tamara (odc. 49)
- Aleksandra Kowalicka – 
  - Ruby (odc. 46),
  - Dotty (odc. 49, 52)
- Beata Wyrąbkiewicz – panna Sunnyday (odc. 46)
- Kajetan Lewandowski – Aiden (odc. 47-48, 51-52)
- Grzegorz Falkowski – zaniepokojony ojciec (w większości odc. 48)
- Wojciech Socha – 
  - zaniepokojony ojciec (w jednej scenie odc. 48),
  - Sanjay (odc. 51)

i inni
Lektor: Marcin Sołtyk

## Spis odcinków
| Premiera odcinka | N/o | Polski tytuł                                       | Angielski tytuł                                              |
| ---------------- | --- | -------------------------------------------------- | ------------------------------------------------------------ |
|                  |     |                                                    |                                                              |
| SERIA PIERWSZA   |     |                                                    |                                                              |
|                  |     |                                                    |                                                              |
| 10.04.2010       | 01  | Jak zyskać popularność                             | How to Make Your Rep                                         |
|                  |     |                                                    |                                                              |
| 17.04.2010       | 02  | Jak upiec dwie pieczenie na jednym ogniu           | How to Have Your Samosa and Eat It Too                       |
|                  |     |                                                    |                                                              |
| 24.04.2010       | 03  | Jak trafić na czarną listę i przeżyć               | How to Get on Carlos Martinelli's Capital 'L' List, and Live |
|                  |     |                                                    |                                                              |
| 01.05.2010       | 04  | Jak przekonać rodziców, by traktowali cię poważnie | How to Trick Your Parents Into Treating You Like a Grown Up  |
|                  |     |                                                    |                                                              |
| 08.05.2010       | 05  | Jak utrzymać równowagę                             | How to Strike a Balance                                      |
|                  |     |                                                    |                                                              |
| 15.05.2010       | 06  | Jak być jedną z mehtów                             | How to Be a Mehta                                            |
|                  |     |                                                    |                                                              |
| 22.05.2010       | 07  | Sztuka powrotu                                     | How to Make a Comeback                                       |
|                  |     |                                                    |                                                              |
| 29.05.2010       | 08  | Jak zaszaleć                                       | How to be Ridonkulous                                        |
|                  |     |                                                    |                                                              |
| 05.06.2010       | 09  | Jak zasłużyć na psa                                | How to Get a Pet                                             |
|                  |     |                                                    |                                                              |
| 12.06.2010       | 10  | Jak osiągnąć sukces, nie oszukując                 | How to Succeed in Business Without Really Lying              |
|                  |     |                                                    |                                                              |
| 19.06.2010       | 11  | Jak zdobyć uznanie                                 | How to Get Some Cred                                         |
|                  |     |                                                    |                                                              |
| 26.06.2010       | 12  | Jak udowodnić, że nie jestem potworem              | How to Prove You're Actually a Nice Person...                |
|                  |     |                                                    |                                                              |
| 03.07.2010       | 13  | Jak zrobić dobre wrażenie                          | How to Make a Good Impression                                |
|                  |     |                                                    |                                                              |
| 10.07.2010       | 14  | Jak przetrzymać falę upałów                        | How to Keep Your Cool in a Heat Wave                         |
|                  |     |                                                    |                                                              |
| 17.07.2010       | 15  | Imprezować jak Chandra                             | How to Party Like Chandra                                    |
|                  |     |                                                    |                                                              |
| 24.07.2010       | 16  | Jak skorzystać na gościnności                      | How to Make the Most Out of Being a Host                     |
|                  |     |                                                    |                                                              |
| 31.07.2010       | 17  | Jak być zrozumianą                                 | How to Get Gotten                                            |
|                  |     |                                                    |                                                              |
| 07.08.2010       | 18  | Jak trafić do telewizji                            | How to be a Hit on TV                                        |
|                  |     |                                                    |                                                              |
| 14.08.2010       | 19  | Jak przetrwać czas naftaliny                       | How to Pass the Smell Test                                   |
|                  |     |                                                    |                                                              |
| 21.08.2010       | 20  | Jak zapewnić sobie wygraną                         | How to Cement the Win                                        |
|                  |     |                                                    |                                                              |
| 28.08.2010       | 21  | Jak się nie dać zauroczyć                          | How to Not Get Crushed by Your Crush                         |
|                  |     |                                                    |                                                              |
| 04.09.2010       | 22  | Jak walczyć o swoje prawa                          | How to Fight for Your Rights                                 |
|                  |     |                                                    |                                                              |
| 11.09.2010       | 23  | Jak ułożyć sobie mamy                              | How to Manage Your Moms                                      |
|                  |     |                                                    |                                                              |
| 18.09.2010       | 24  | Jak śmiać się ostatnim                             | How to Have the Last Laugh                                   |
|                  |     |                                                    |                                                              |
| 25.09.2010       | 25  | Jak zostać ukochanym dzieckiem                     | How to be Mum's Number One                                   |
|                  |     |                                                    |                                                              |
| 02.10.2010       | 26  | Jak wygrać z czasem                                | How to Beat Father Time                                      |
|                  |     |                                                    |                                                              |
| SERIA DRUGA      |     |                                                    |                                                              |
|                  |     |                                                    |                                                              |
| 01.09.2011       | 27  | Jak zrobić dobre wrażenie                          | How to Put Your Best Foot Forward                            |
|                  |     |                                                    |                                                              |
| 02.09.2011       | 28  | Jak poczuć wdzięczność                             | How to Be Thankful                                           |
|                  |     |                                                    |                                                              |
| 03.09.2011       | 29  | Jak wybrnąć z kłamstwa i zdobyć chłopaka           | How to Beat the Lie and Win the Guy                          |
|                  |     |                                                    |                                                              |
| 04.09.2011       | 30  | Jak dostać najlepszą prognozę na przyszłość        | How to Make Most of the Most Likely List                     |
|                  |     |                                                    |                                                              |
| 05.09.2011       | 31  | Jak uczyć się we dwoje                             | How to Make Your Studies Social                              |
|                  |     |                                                    |                                                              |
| 06.09.2011       | 32  | Jak ocalić skórę                                   | How to Save the Day                                          |
|                  |     |                                                    |                                                              |
| 07.09.2011       | 33  | Skąd wziąć ducha walki                             | How to Show Your Spirit                                      |
|                  |     |                                                    |                                                              |
| 08.09.2011       | 34  | Jak się bawić w Stereo                             | How to Live in Stereo                                        |
|                  |     |                                                    |                                                              |
| 09.09.2011       | 35  | Jak podwoić radość                                 | How to Double Your Fun                                       |
|                  |     |                                                    |                                                              |
| 10.09.2011       | 36  | Jak nabrać psotną psotnicę                         | How to Fool a Fooling Fooler                                 |
|                  |     |                                                    |                                                              |
| 11.09.2011       | 37  | Jak odbudować przyjaźń                             | How to Fix a Friendship Fail                                 |
|                  |     |                                                    |                                                              |
| 12.09.2011       | 38  | Jak stworzyć pamiętną chwilę                       | How to Make the Perfect Momment                              |
|                  |     |                                                    |                                                              |
| 13.09.2011       | 39  | Jak okiełznać bestię                               | How to Tame the Beast                                        |
|                  |     |                                                    |                                                              |
| 06.04.2013       | 40  | Jak zostać bohaterem                               | How to Be the Hero                                           |
|                  |     |                                                    |                                                              |
| 07.04.2013       | 41  | Jak pobić rekord                                   | How to Break a Record                                        |
|                  |     |                                                    |                                                              |
| 13.04.2013       | 42  | Jak sobie stworzyć świąteczny cud                  | How to Make a Christmas Miracle                              |
|                  |     |                                                    |                                                              |
| 14.04.2013       | 43  | Jak się podłączyć                                  | How to Get Plugged in                                        |
|                  |     |                                                    |                                                              |
| 20.04.2013       | 44  | Jak być zdolniejszą niż Chandra                    | How to Be Better Than Chandra                                |
|                  |     |                                                    |                                                              |
| 21.04.2013       | 45  | Jak wybrnąć z potężnych kłopotów                   | How to Get Out of Big, Big Trouble                           |
|                  |     |                                                    |                                                              |
| 27.04.2013       | 46  | Jak zostać przywódcą                               | How to Be a Leader                                           |
|                  |     |                                                    |                                                              |
| 28.04.2013       | 47  | Jak poprawić swój status                           | How to Update Your Status                                    |
|                  |     |                                                    |                                                              |
| 04.05.2013       | 48  | Jak nagiąć zasady                                  | How to Bend the Rules                                        |
|                  |     |                                                    |                                                              |
| 05.05.2013       | 49  | Jak udawać Chandrę na balu maskowym                | How to Fake Your Way Through a Freaky Formal                 |
|                  |     |                                                    |                                                              |
| 11.05.2013       | 50  | Jak zabłysnąć w skeczu                             | How to Clean Up At Stand Up                                  |
|                  |     |                                                    |                                                              |
| 12.05.2013       | 51  | Jak mieć filmowe, magiczne wakacje                 | How to Have a Movie Magic Vacation                           |
|                  |     |                                                    |                                                              |
| 18.05.2013       | 52  | Jak dostać całusa                                  | How to Get Smooched                                          |
|                  |     |                                                    |                                                              |